# Kanton Thourotte
Kanton Thourotte (fr. Canton de Thourotte) je francouzský kanton v departementu Oise v regionu Hauts-de-France. Tvoří ho 40 obcí. Zřízen byl v roce 2015.

## Obce kantonu
| - Amy - Avricourt - Bailly - Beaulieu-les-Fontaines - Cambronne-lès-Ribécourt - Candor - Cannectancourt - Canny-sur-Matz - Chevincourt - Chiry-Ourscamp - Crapeaumesnil - Cuy - Dives - Écuvilly - Élincourt-Sainte-Marguerite - Évricourt - Fresnières - Gury - Laberlière - Lagny | - Lassigny - Longueil-Annel - Machemont - Marest-sur-Matz - Mareuil-la-Motte - Margny-aux-Cerises - Mélicocq - Montmacq - Ognolles - Pimprez - Plessis-de-Roye - Le Plessis-Brion - Ribécourt-Dreslincourt - Roye-sur-Matz - Saint-Léger-aux-Bois - Solente - Thiescourt - Thourotte - Tracy-le-Val - Vandélicourt |